# الیشیا کینوشیتا
الیشیا کینوشیتا (انگلیسی: Alicia Kinoshita؛ زادهٔ ۱ ژانویهٔ ۱۹۶۷) قایقران اهل ژاپن است.